# Thomas Annandale

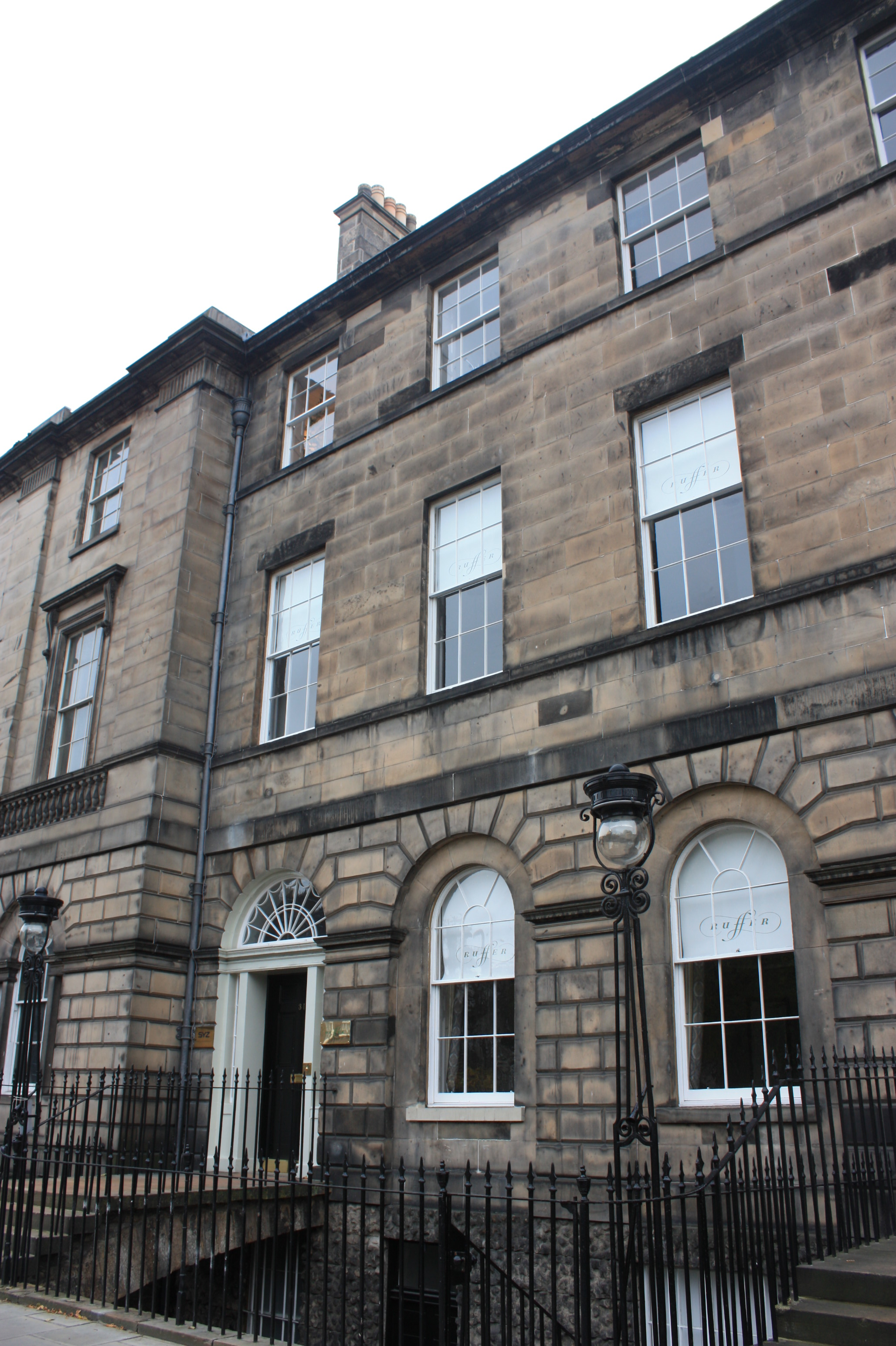
Casa de Annandale en 31 Charlotte Square, Edimburgo

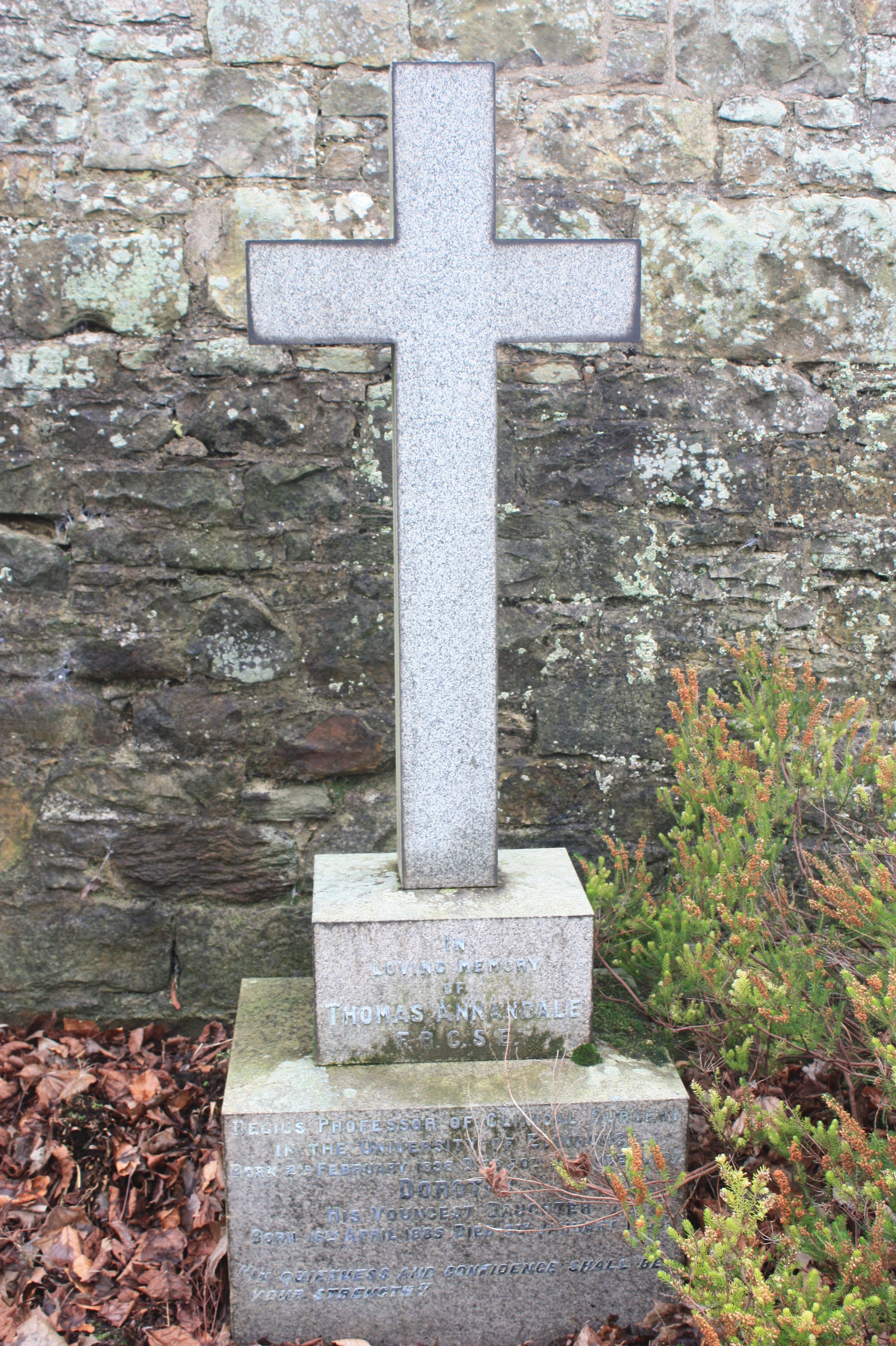
La tumba de Thomas Annandale, Dean Cemetery

Thomas Annandale, FRCS FRSE (1838-1907) fue un cirujano escocés que realizó la primera reparación del menisco y la primera extirpación exitosa de un neuroma acústico e introdujo el abordaje preperitoneal para la reparación de la hernia inguinal. Se desempeñó como Regius Professor of Clinical Surgery en la Universidad de Edimburgo. Su colección de especímenes anatómicos fue donada al Surgeon's Hall en Edimburgo y ahora se conoce como la Thomas Annandale Collection.

## Vida
Nacido en Newcastle-upon-Tyne el 2 de febrero de 1838, fue el tercer hijo de Thomas Annandale, cirujano, de su esposa Elizabeth Johnston. Fue educado en Bruce's Academy en Newcastle, y luego fue aprendiz de su padre. Continuando sus estudios de medicina en Newcastle Infirmary, se matriculó en 1856 en la Escuela de Medicina de la Universidad de Edimburgo y se graduó en 1860 con los más altos honores, recibiendo la medalla de oro por su tesis On the Injuries and Diseases of the Hip Joint.
Annandale fue nombrado en 1860 cirujano interno de James Syme en la Royal Infirmary de Edimburgo, y fue asistente privado de Syme de 1861 a 1870. En 1863 fue admitido como miembro del Royal College of Surgeons de Edimburgo y se convirtió en demostrador junior de anatomía en la universidad bajo John Goodsir. También fue nombrado en 1863 profesor sobre los principios de la cirugía en la escuela de medicina extramuros, y allí dio un curso de conferencias anualmente hasta 1871, cuando comenzó a dar conferencias sobre cirugía clínica en la Royal Infirmary. Annandale fue admitido como miembro del Real Colegio de Cirujanos de Inglaterra, el 15 de julio de 1859, y miembro el 12 de abril de 1888; en 1864 ganó el premio Jacksonian por su disertación sobre The malformations, diseases and injuries of the fingers and toes, with their surgical treatment (Edimburgo 1865).
Nombrado cirujano asistente de la Royal Infirmary de Edimburgo en 1865 y cirujano interino allí en 1871, Annandale se convirtió en profesor regio de cirugía clínica en la Universidad de Edimburgo en 1877, en sucesión de Joseph Lister, quien luego se trasladó al King's College de Londres. Fue nombrado D.C.L. honorario de la Universidad de Durham en abril de 1902, y fue cirujano general de la Royal Company of Archers, desde el 27 de mayo de 1900 hasta su muerte. Se incorporó como arquero en 1870. Fue elegido miembro de la Royal Society of Edinburgh en 1867.
El recién graduado Richard James Arthur Berry llegó a trabajar con él, como Cirujano interior en la Royal Infirmary, en 1891.
En sus últimos años, Annandale aparece viviendo en el 31 Charlotte Square, una de las direcciones más prestigiosas de Edimburgo.
Annandale murió repentinamente el 20 de diciembre de 1907, habiendo operado como de costumbre en la Royal Infirmary el día anterior. Fue enterrado en el cementerio Dean en el oeste de Edimburgo. La tumba se encuentra en la sección norte, adosada a la pared divisoria del cementerio original.

## Reconocimiento
La medalla de oro Annandale en cirugía clínica se fundó en su memoria en la Universidad de Edimburgo.

## Trabajos
Annandale publicado en Edimburgo, con artículos en revistas profesionales:
- Surgical Appliances and Minor Operative Surgery, 1866.
- Abstracts of Surgical Principles, 6 pts. 1868–70 (3rd ed 1878).
- Observations and Cases in Surgery, 1875.
- On the Pathology and Operative Treatment of Hip Disease, 1876.

## Familia
Annandale se casó en 1874 con Eveline Nelson, la hija mayor de William Nelson, un editor de Edimburgo, e hijo de Thomas Nelson & Sons. Tenían una familia de tres hijos y tres hijas.
Su hijo mayor, Thomas Nelson Annandale, se convirtió en un zoólogo famoso.